# جيمس لورانس أوينز
جيمس لورانس أوينز هو سياسي كندي، ولد في 30 ديسمبر 1899 بنبراسكا في الولايات المتحدة، وتوفي في 28 سبتمبر 1960 بكالغاري في كندا. حزبياً، نشط في حزب الائتمان الاجتماعي في ألبرتا ‏. وقد انتخب عضو الجمعية التشريعية ألبرتا.